# Jürgen Maune
Jürgen Maune, eigentlich Hans-Jürgen Maune, (* 7. Juni 1947 in Meißen) ist ein ehemaliger Volleyballspieler aus der DDR.
Maune begann in Meißen mit dem Volleyball und wechselte dann nach Berlin zum TSC. 1969 wurde er zum SC Leipzig delegiert, mit dem er von 1970 bis 1976 sieben DDR-Meistertitel gewann.
Maune hatte in seiner Zeit beim TSC Berlin in der Juniorennationalmannschaft und in der B-Nationalmannschaft mitgewirkt. Ab 1969 spielte Maune in der DDR-Nationalmannschaft. Gleich zu Beginn seiner internationalen Karriere gewann er 1969 den Volleyball World Cup und im Jahr darauf war er dabei, als die DDR-Auswahl bei der Weltmeisterschaft 1970 in Bulgarien der Titel gewann. Nach einem vierten Platz bei der Europameisterschaft 1971 erreichte die DDR-Mannschaft das Finale bei den Olympischen Spielen 1972 in München und erhielt nach der Finalniederlage gegen die japanische Mannschaft die Silbermedaille.
Maune war gelernter Elektromonteur und studierte während seiner aktiven Zeit in Leipzig an der DHfK. Nachdem er wegen einer schweren Verletzung in der Saison 1975/76 seine Karriere beenden musste, war der Diplom-Sportlehrer an einer Berufsschule und später am Leipziger Sportgymnasium tätig.